# The Masque of the Red Death (film)
The Masque of the Red Death is een Britse-Amerikaanse horrorfilm uit 1964 onder regie van Roger Corman. Het scenario is gebaseerd op de gelijknamige novelle uit 1842 van de Amerikaanse auteur Edgar Allan Poe.

## Verhaal
De wrede Italiaanse prins Prospero vereert de duivel op zijn spookslot. Als hij een dorp onder zijn heerschappij bezoekt, ontdekken zijn manschappen dat een vorm van de rode pest er is uitgebroken. Prins Prospero neemt drie bewoners gevangen en laat het dorp platbranden. Prospero nodigt dan een aantal vooraanstaande dorpsbewoners uit op zijn kasteel om hen te beschermen tegen de komende plaag. Hij geeft voor zijn gasten een gemaskerd bal en ontdekt dat er een mysterieuze vreemdeling met een grote rode cape is binnengekomen. Hij gelooft dat hij eindelijk oog in oog komt te staan met zijn meester, de Duivel, maar de waarheid is een grote schok als hij zijn ware identiteit ontdekt...

## Rolverdeling
| Acteur             | Personage                                   |
| ------------------ | ------------------------------------------- |
| Vincent Price      | Prins Prospero / de Rode Dood (ongemaskerd) |
| Hazel Court        | Juliana                                     |
| Jane Asher         | Francesca                                   |
| David Weston       | Gino, Francesca's geliefde                  |
| Nigel Green        | Ludovico, Francesca's vader                 |
| Patrick Magee      | Alfredo                                     |
| Paul Whitsun-Jones | Scarlatti                                   |
| Skip Martin        | "Hup-Kikker", de hofnar                     |
| Robert Brown       | Wachter                                     |
| Julian Burton      | Heer Veronese                               |
| David Davies       | Dorpeling                                   |
| Gaye Brown         | Vrouwe Escobar                              |
| Verina Greenlaw    | Esmeralda                                   |
| Doreen Dawn        | Anna Marie                                  |
| Brian Hewlett      | Heer Lampredi                               |
| Sarah Brackett     | Grootmoeder                                 |
| John Westbrook     | de Rode Dood (onvermeld)                    |